# Beau Starr
Beau Starr (...) è un attore statunitense.

## Carriera
Il suo primo ruolo cinematografico fu nella commedia del 1982 Hanky Panky - Fuga per due, con Gene Wilder e Gilda Radner. Tra i suoi ruoli cinematografici più noti figura lo sceriffo Ben Meeker nel'horror del 1988 Halloween 4 - Il ritorno di Michael Myers, e nel suo sequel.
Tra i ruoli televisivi più importanti figurano quello del tenente Harding Welsh nella serie Due South - Due poliziotti a Chicago. Ha avuto ruoli ricorrenti anche nelle serie Rituals, Bizarre e True Blue.

## Filmografia parziale

### Cinema
- Hanky Panky - Fuga per due (Hanky Panky), regia di Sidney Poitier (1982)
- Per piacere... non salvarmi più la vita (City Heat), regia di Richard Benjamin (1984)
- Fletch - Un colpo da prima pagina (Fletch), regia di Michael Ritchie (1985)
- Jo Jo Dancer, Your Life Is Calling, regia di Richard Pryor (1986)
- Halloween 4 - Il ritorno di Michael Myers (Halloween 4: The Return of Michael Myers), regia di Dwight H. Little (1988)
- Senza limiti (Relentless), regia di William Lustig (1989)
- Halloween 5 - La vendetta di Michael Myers (Halloween 5: The Revenge of Michael Myers), regia di Dominique Othenin-Girard (1989)
- Nato il quattro luglio (Born on the Fourth of July), regia di Oliver Stone (1989)
- Quei bravi ragazzi (Goodfellas), regia di Martin Scorsese (1990)
- Arma perfetta (The Perfect Weapon), regia di Mark DiSalle (1991)
- Caccia mortale (Joshua Tree), regia di Vic Armstrong (1993)
- I volti della vendetta (Bad Blood), regia di Tibor Takács (1994)
- Speed, regia di Jan de Bont (1994)
- Il verdetto della paura (Trial by Jury), regia di Heywood Gould (1994)
- Il diavolo in blu (Devil in a Blue Dress), regia di Carl Franklin (1995)
- Mai con uno sconosciuto (Never Talk to Strangers), regia di Peter Hall (1995)
- Hoodlum, regia di Bill Duke (1997)
- A proposito di uomini (Men), regia di Zoe Clarke-Williams (1997)
- The Corruptor - Indagine a Chinatown (The Corruptor), regia di James Foley (1999)
- My Name Is Tanino, regia di Paolo Virzì (2002)
- Against the Ropes, regia di Charles S. Dutton (2004)
- False verità (Where the Truth Lies), regia di Atom Egoyan (2005)
- Cinderella Man - Una ragione per lottare (Cinderella Man), regia di Ron Howard (2005)
- Nome in codice: Cleaner (Code Name: The Cleaner), regia di Les Mayfield (2007)

### Televisione
- Tre cuori in affitto (Three's Company) – serie TV, un episodio (1983)
- Giudice di notte (Night Court) – serie TV, un episodio (1988)
- Due South - Due poliziotti a Chicago (Due South) – serie TV, 66 episodi (1994-1999)
- Nero Wolfe – serie TV, 4 episodi (2001-2002)

## Doppiatori italiani
Nelle versioni in italiano delle opere in cui ha recitato, Beau Starr è stato doppiato da:
- Maurizio Reti in La signora in giallo
- Michele Gammino in Top Secret
- Renato Cortesi in Halloween 4 - Il ritorno di Michael Myers
- Achille D'Aniello in Halloween 5 - La vendetta di Michael Myers
- Stefano Mondini in Nato il quattro luglio
- Emilio Cappuccio in Visioni senza volto
- Fabrizio Pucci in Caccia mortale
- Giorgio Favretto in A proposito di uomini
- Daniele Demma in Whitewash: The Clarence Brandley Story
- Renzo Stacchi in False verità
- Sandro Sardone in Nome in codice: Cleaner
- Gabriele Martini in Psych